# In the Eye of the Storm (Outlaws)
| Recensione | Giudizio |
| ---------- | -------- |
| AllMusic   |          |

In the Eye of the Storm è un album degli Outlaws, pubblicato dalla Arista Records nel 1979. Il disco fu registrato al Quadradial Recording Studio di Miami, Florida (Stati Uniti).

## Tracce
Lato A
1. The Lights Are On (But Nobody's Home) – 3:45 (Darryl Rhodes[4])
2. Long Gone – 3:44 (Freddie Salem)
3. It's All Right – 3:12 (Hughie Thomasson)
4. Miracle Man – 4:10 (Elvis Costello)
5. Comin' Home – 3:24 (Billy Jones)

Lato B
1. Blueswater – 4:44 (Billy Jones)
2. (Come On) Dance with Me – 4:52 (Billy Jones, Hughie Thomasson)
3. Too Long without Her – 3:42 (Hughie Thomasson)
4. I'll Be Leaving Soon – 2:47 (Billy Jones)

## Formazione
- Hughie Thomasson - chitarra solista, voce
- Billy Jones - chitarra solista, voce
- Freddie Salem - chitarra solista, voce
- Harvey Dalton Arnold - basso fender, voce
- David Dix - batteria
- Monte Yoho - batteria[5]